# 손병욱
손병욱(孫炳旭, 1971년 10월 27일 ~ )은 대한민국의 배우이다.
1995년 영화 《꼬리치는 남자》로 데뷔했다.

## 학력
- 경주고등학교
- 서울예술대학 영화학과 (졸업)

## 출연

### 영화
출연, 무술지도
- 2024년 《빅토리》 ... 학주 역
- 2023년 《로비》 ... 두수 역
- 2022년 《크리스마스 캐럴》 .... 철거반장 역
- 2020년 《남산의 부장들》 ... 중정요원 2 역
- 2017년 《꾼》 ... 남자(장두칠 수하) 역
- 2016년 《보고싶다》 ... 최중사 역
- 2014년 《레드카펫》 ... 석봉 역
- 2014년 《나의 사랑 나의 신부》 ... 미술학원 원장 역
- 2012년 《차형사》 ... 권 실장 역
- 2011년 《수상한 고객들》 ... 소연공터 사채 1 역 (우정출연)
- 2011년 《챔프》 ... 깐죽이 역
- 2010년 《무적자》 ... 정복 역
- 2010년 《계몽영화》 ... 상주 역
- 2009년 《돌멩이의 꿈》 ... 마우송 역
- 2009년 《그림자 살인》 ... 막둥이 역
- 2008년 《눈에는 눈 이에는 이》 ... 강도수 역
- 2007년 《바르게 살자》 ... 카메라맨 역
- 2007년 《검은 집》 ... 나이롱 환자 역
- 2007년 《소녀X소녀》 ... 피씨방 직원 역
- 2006년 《브레인웨이브》 ... 박성빈 역
- 2006년 《마이 캡틴 김대출》 ... 강구파 3 역, 무술지도
- 2006년 《방과후 옥상》 ... 태손 역
- 2006년 《야수》 ... 노랑머리 역
- 2006년 《싸움의 기술》 ... 용호 역
- 2005년 《태풍》 ... 기상요원 1 역
- 2004년 《하류인생》 ... 명동파 3 역
- 2004년 《범죄의 재구성》 ... 김 형사 역
- 2001년 《무사》 ... 용호군 역
- 1997년 《쁘아종》 ... 공장 건달 3 역
- 1996년 《투캅스 2》 ... 오렌지 역
- 1995년 《꼬리치는 남자》

### 드라마
- 2020년 OCN 토일드라마 《번외수사》 ... 강수 역
- 2025년 SBS 금토드라마 《우리 영화》 … 박 감독 역